# Jean-Joseph Ange d'Hautpoul
Jean-Joseph Ange d'Hautpoul (n. 13 mai 1754 - d. 13 februarie 1807), conte d'Hautpoul a fost un general de divizie francez al perioadei revoluționare și imperiale.
Provenit dintr-o familie nobilă, Jean-Joseph d'Hautpoul s-a născut pe domeniile familiei sale, la castelul Salettes și și-a început de timpuriu cariera militară, angajându-se la doar 15 ani în Legiunea corsicană. Este apoi cadet-gentilom în regimentul Languedoc (1777-1792). La declanșarea războaielor Revoluției, în 1792, d'Hautpoul era deja colonel și, în ciuda faptului că era nobil, loialitatea soldaților săi îi permite să rămână la comanda trupelor sale. Luptă cu distincție la Fleurus și, între 1794 și 1795 comandă cavaleria de avangardă a armatei de pe Sambre și Meuse. Se remarcă din nou la bătălia de la Altenkirchen (1796), unde este rănit și apoi este promovat la gradul de general de divizie și inspector de cavalerie. Luptă din nou la trecerea Rinului și la Neuwied dar nu se înțelege bine cu generalii Lefebvre și apoi Jourdan, acesta din urmă încercând să îl facă responsabil de eșecul din cadrul bătăliei de la Stockach din 1799. Este achitat de aceste acuzații în cadrul unui consiliu de război și are ocazia să se distingă în 1800 la Engen, Biberach și Hohenlinden.
Odată cu proclamarea Imperiului, d'Hautpoul devine inspector general al cavaleriei și joacă un rol esențial la Austerlitz, unde, în fruntea cuirasierilor din cea de-a 2a divizie de cavalerie grea din Rezerva de cavalerie a lui Murat șarjează în repetate rânduri împotriva cavaleriei austro-ruse, permițând spargerea centrului inamic. Este senator din mai 1806 și primește din nou comanda diviziei a 2a din Rezerva de cavalerie în cadrul războiului celei de-a Patra Coaliții, unde se remarcă printr-o șarjă decisivă la Jena. Apoi, în februarie 1807 este din nou în fruntea oamenilor în cadrul dramaticei bătălii de la Eylau, unde șarjează de trei ori pentru a împiedica înaintarea infanteriei inamice. În cadrul celei de-a treia șarje, generalul este rănit grav la picior de un biscaien și, refuzând amputarea, moare din cauza cangrenei. În urma ordinului Împăratului Napoleon I, inima generalului d'Hautpoul este depusă la Domul Invalizilor, dar proiectul de a se ridica o stauie prin topirea tunurilor capturate la Eylau nu a fost executat. Numele generalului este înscris pe Arcul de Triumf din Paris.

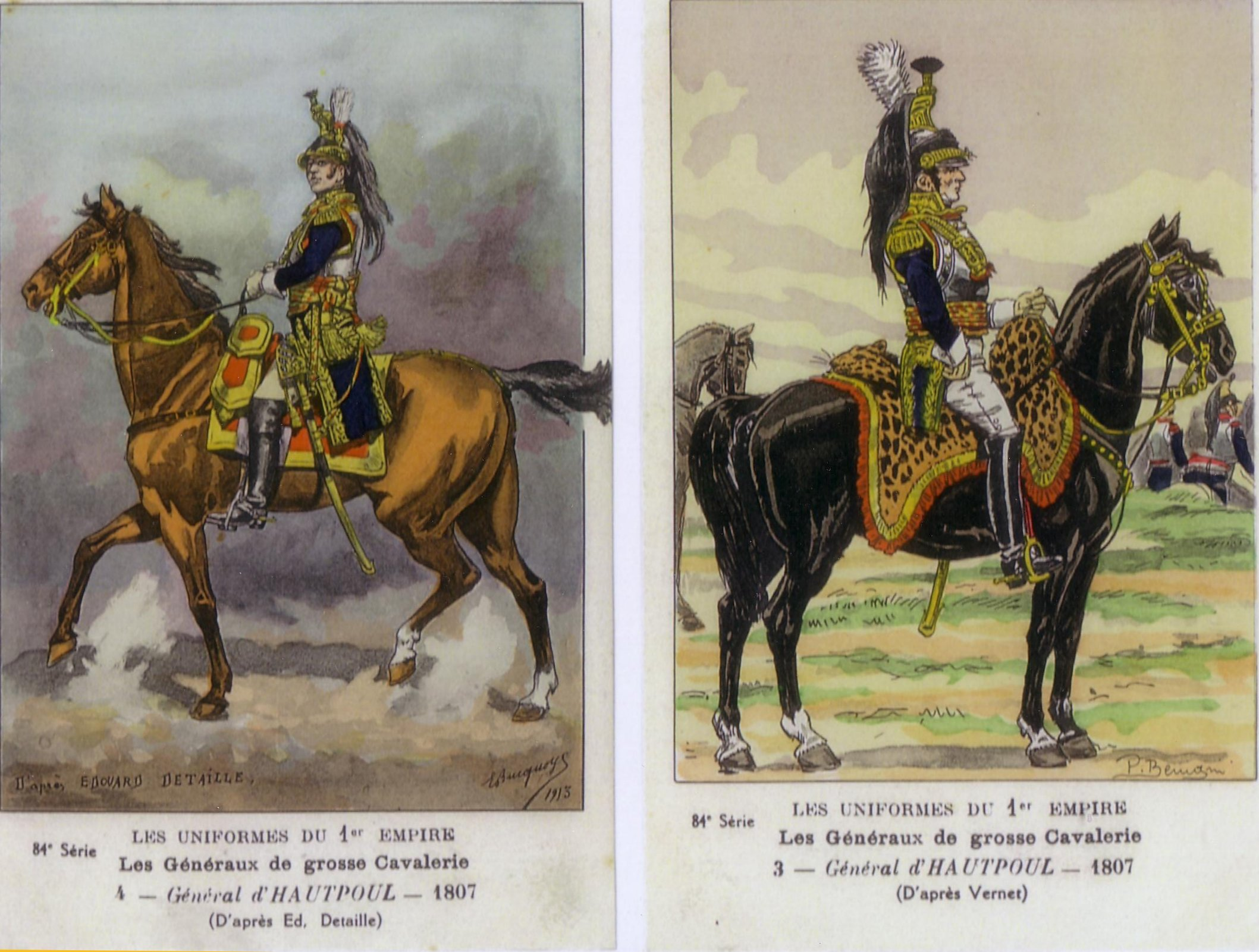
Hautpoul, comandant de cavalerie grea, în ţinută de luptă